# 吹田信号場
吹田信号場（すいたしんごうじょう）は、大阪府吹田市芝田町にあった、西日本旅客鉄道（JR西日本）東海道本線の信号場である。
東海道本線の貨物線上に位置し、営業キロ上では千里丘駅と岸辺駅の間に所在していた。2013年（平成25年）に吹田貨物ターミナル駅の開業に伴い同駅の構内の扱いとなった。
当記事では、前身の吹田操車場についてもあわせて記述する。

## 概要
かつての吹田操車場は日本三大操車場のひとつであり
、東洋一の規模を有する操車場とされていたが、1984年2月のヤード集結式輸送の終結により信号場に格下げされた。
位置的には旅客線上の岸辺駅の北側に広がっていたが、岸辺駅とは同一構内として扱われなかった（そもそも岸辺駅は旅客線のみの停留所である。千里丘駅も同様）。
跡地については国鉄改革法に基づき旧国鉄が梅田貨物駅を廃止しその機能を当地へ移転することを企図したが、用地の利用については自治体（大阪府・吹田市・摂津市）および鉄道関連の諸団体（日本鉄道建設公団・日本貨物鉄道（株））により協議の結果、梅田貨物駅の機能については当地を含め分散移転することで合意が図られた。
また、貨物駅用地以外については両市による構想が示されたのち、上記各団体および（独）都市再生機構も交えて合意書が締結され、都市開発が進められている（※ 吹田貨物ターミナル駅#建設の経緯も参照のこと）。
このうち吹田市域の土地開発に供される用地は「北大阪健康医療都市」（愛称「健都」）を標榜し、当地へ移転が完了した国立循環器病研究センターや市立吹田市民病院のほか、医療関連の研究機関・企業等の誘致に努め、複合医療産業拠点（医療クラスター）の形成を志向している ほか、図書館を核とする複合公共施設「健都ライブラリー」には新幹線0系電車の最終営業運転で使用された車両1輌 (22-7007) が展示される予定である。

## 歴史
- 1919年（大正8年）2月：吹田操車場の建設工事に着手[6]。
- 1923年（大正12年）7月1日：国有鉄道の吹田操車場を開設[6]。5月に第1期工事が完成、6月1日から試験を行っていた[6]。
- 1928年（昭和3年）10月25日：客車操車場を併設[6]。
- 1933年（昭和8年）9月1日：客車操車場を廃止[6]。
- 1934年（昭和9年）9月9日：5年の工期を経て第2期拡張工事が完成[6]。日本一の操車場となる[6]。
- 1943年（昭和18年）9月25日：第3期拡張工事完成[6]。東洋一のハンプヤードといわれた[6]。
- 1947年（昭和22年）6月6日：昭和天皇が行幸（昭和天皇の戦後巡幸）[7]。
- 1952年（昭和27年）6月25日：吹田事件が発生する。
- 1960年（昭和35年）10月16日：上下ハンプ全線で自動仕分装置を使用開始[6]。
- 1963年（昭和38年）：年間1日平均取り扱い車数が過去最高の6,675両を記録[6]。
- 1968年（昭和43年）6月2日：構内で貨物列車と入換用機関車による正面衝突事故が発生する。
- 1978年（昭和53年）10月2日：国鉄ダイヤ改正により、当時史上最大規模の貨物列車大幅削減が行われる。これ以降、取り扱い貨物の車両数も大幅に減少する。
- 1980年（昭和55年）10月1日：国鉄ダイヤ改正により、さらに貨物の取り扱い量が削減される。
- 1982年（昭和57年）11月15日：大阪貨物ターミナル駅への貨物支線が開通する[8]。
- 1984年（昭和59年）2月1日：国鉄ダイヤ改正により操車場機能を廃止、信号場に降格し吹田信号場となる[1]。
- 1987年（昭和62年）4月1日：国鉄分割民営化により、信号場の施設は西日本旅客鉄道（JR西日本）が[1]、操車場跡地は日本国有鉄道清算事業団がそれぞれ承継する。この頃、梅田駅の施設移転計画が明らかになる。
- 2007年（平成19年）1月30日：吹田貨物ターミナル駅（仮称）の起工式を挙行する。
- 2012年（平成24年）10月8日：営業開始前の吹田貨物ターミナル駅を、信号場に準じた扱いで営業開始。北方貨物線（東海道本線支線）の起点ならびに城東貨物線（片町線支線）の終点を、それぞれ吹田駅から吹田貨物ターミナル駅に変更[9][10]。
- 2013年（平成25年）3月16日：吹田貨物ターミナル駅が正式開業し、営業開始[11]。梅田貨物線（東海道本線支線）の起点を吹田駅から吹田貨物ターミナル駅に変更[12]。同時に吹田信号場は吹田貨物ターミナル駅構内扱いとなり、大阪貨物ターミナル駅への貨物支線の起点も吹田貨物ターミナル駅となる[12]。

## 吹田操車場

### 発祥
鉄道国有化以降、鉄道貨物輸送は増加の一途をたどり、それまで各駅で行ってきた貨車の入換作業能力にも限界が来つつあり、なによりも非効率であった。
そこで、操車専用の駅を本線上に設け、操車場間を結ぶ貨物列車と操車場と周辺の貨物の取り扱い駅（一般駅、貨物駅）を往復する貨物列車（これを解結貨物列車と称する）を走らせることで、全体としての操車能力の大幅な増強と効率化を図ることにした。その「操車専用の駅」こそが操車場である。
東海道本線は日本の交通の大動脈であり、多数の貨物列車が走行していた。まして大阪は交通の要衝であるばかりでなく、経済、産業などのあらゆる意味で日本の重要都市であったので、貨物需要が相当数あり操車場建設の要請は充分だった。
以上の経緯から、1923年7月1日、大阪を通る貨物や大阪を発着地とする貨物を捌く一大操車場、吹田操車場が建設・開業した。

### 発展

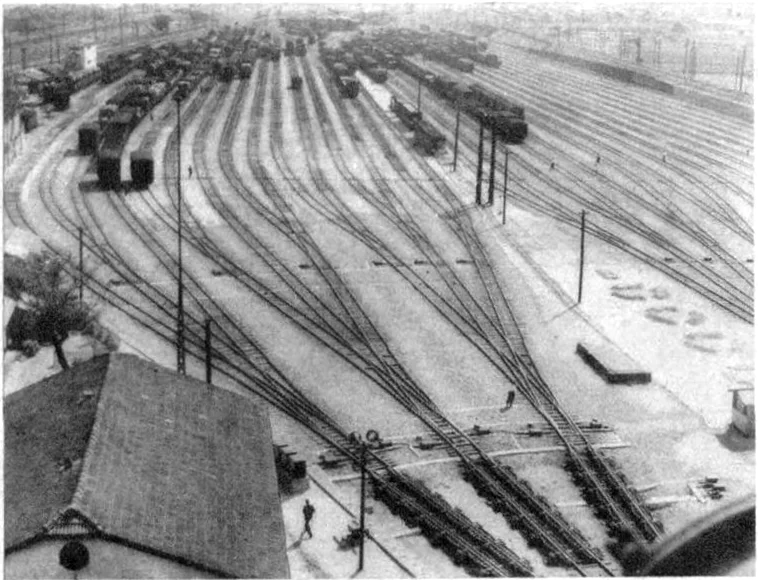
吹田操車場（1954年）

吹田操車場は開業当初から期待通りの活動をした。その構内線路総延長約150キロ、一日最大貨車取り扱い可能量6,000両はいずれも廃止に至るまで日本国内の貨車操車場で最高であり、「東洋一の操車場」と称えられ、日本三大操車場の一つ（残り2つは新鶴見操車場と稲沢操車場）にまで数えられた。
特筆すべきはこの操車場がハンプヤードであることで、しかも日本の操車場で唯一2か所のハンプ（上り用と下り用）を備えていた。
吹田操車場の開業に伴い、吹田市は鉄道産業の町として発展を遂げ、同時に巨大なビール工場を抱えていた吹田市は「ビールと操車場の町」として日本全国に知られるようになった。
また、入換用機関車の車庫として吹田機関区が併設されたが、後に本線走行用の機関車が多数配属されるようになった。

### 貨物の取り扱い
吹田操車場に隣接する吹田駅で専用線発着の貨物の取り扱いも行っていたため、吹田操車場での貨物扱いはなかった。ちなみに吹田駅（貨物コード6018）での専用線は以下の通り。
- 大阪麦酒（現：アサヒビール）
- 近畿コンクリート工業（現・日本ネットワークサポート）
- 阪急電鉄正雀工場 - 阪急電鉄向け甲種輸送の専用線が正雀工場内に引き込まれていた。国鉄と阪急ではレール幅が異なるため、工場入構後に台車を付け替えていた。
- 昭和電工

### 貨車継走と仕立

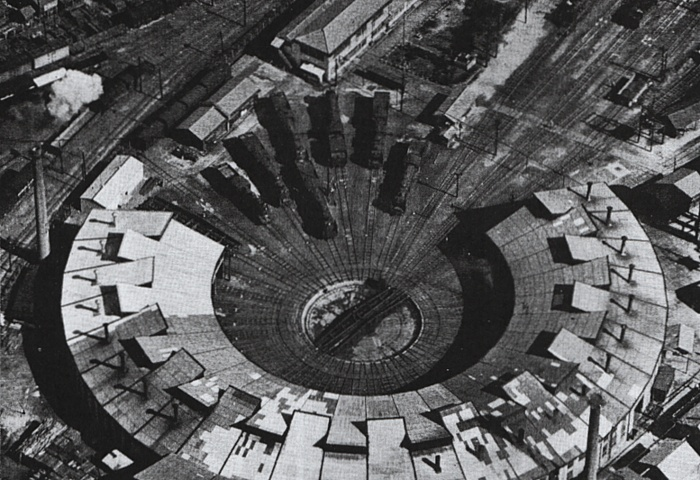
吹田操車場の転車台（1953年）

吹田操車場は大阪の各貨物扱い駅と福知山線、竜華操車場経由の阪和線・関西本線方面の貨物を東海道・山陽線の各方面へ（もちろんその逆も）を結ぶ役割を果たしてきた。
到着、仕訳後に仕立される列車には以下のような行先があった（1973年版『貨物時刻表』による）。
- 東海道本線上り方面：梅小路、米原操、稲沢操、東静岡、新鶴見操、富山操、青森操・五稜郭
- 山陽本線下り方面：東灘操、神戸港・鷹取、姫路、岡山操、東広島、門司操、多度津
- 福知山線（山陰本線方面）：川西池田、北伊丹、和田山・鳥取
- 支線・解結扱い：湊町・竜華操・百済・放出・淀川・吹田・梅田・大阪市場・安治川口・桜島・塚口・尼崎・尼崎港・住吉・西ノ宮・茨木

### 吹田事件
朝鮮戦争勃発後、在日米軍の軍需輸送が増大し、そのほとんどを発足間もない日本国有鉄道（国鉄）が引き受けていた。
1952年6月25日、学生や労働者、女性、主に北朝鮮側の在日韓国・朝鮮人など「朝鮮戦争に反対するデモ隊」約1千人が「国鉄は朝鮮半島の同胞を死に追いやる物資を輸送している」として、抗議の意志を示すために吹田操車場内に入り込み、軍需列車の走行を阻止しようとシュプレヒコールをあげ、通行列車に火炎瓶を投げつけた。しかし、事件当日は軍需貨物列車は走らず、やがて吹田駅で解散したデモ隊参加者を警官が弾圧。大勢の負傷者・逮捕者を出す騒ぎとなった。

### 斜陽化
太平洋戦争終了後も吹田操車場の取り扱い貨車両数は増え続け、やがては限界である1日あたり6,000両の貨車を取り扱うこともあった。1952年の改修後には、カーリターダー10基を備え、取扱能力は8,000両/日に引き上げられた。
しかし1970年代以降は、日本国内でモータリゼーションが進行し、同時に貨物輸送の合理化・迅速化を図る国鉄は途中入換作業不要のコンテナ専用列車を設定するようになり、吹田操車場をはじめとする全国各地の操車場で業務が減少していった。鉄道貨物輸送自体の減少に加え、操車場での入換作業を要する貨車はほぼ全てが車扱貨物であり、コンテナ輸送と比べて非効率だったからである。
国鉄側も当初は操車場経由式輸送を見限るのではなく入換作業の効率化・迅速化を図り、一部の操車場のコンピュータ化を行ったが、財政難と操車場施設のあまりの広大さゆえに吹田操車場は最後までコンピューター化はなされなかった。
国鉄末期のダイヤ改正では毎回のごとく貨物列車が削減されていったが、1984年2月の国鉄ダイヤ改正において操車場経由式輸送が全廃されたことで吹田操車場も他の多くの操車場と同様にその歴史に幕を閉じた。

## 吹田信号場
吹田操車場の機能廃止に伴い、跡地は大半が広大な空き地となったほかは、吹田信号場として機能することになった。
JR貨物により運行される貨物列車の多くは乗務員交代などのために運転停車する。
当信号場以西と日本海縦貫線を直通する列車の多くは交流・直流両用電気機関車と直流電気機関車の交換を行い、また配線上直通できない東海道本線と大阪貨物ターミナル駅を結ぶ列車、山陽本線方面と梅田貨物線を結ぶ列車はここで機回しを行う。
使用エリアは大きく3つに別れ、千里丘駅に近い吹田第二信号場では大阪貨物ターミナル駅へと分岐し、岸辺駅に近い吹田第六信号場では上り列車の運転停車・機回し、また吹田駅に近い吹田第七信号場では下り列車の運転停車・機回しを行う。
東海道・日本海縦貫線から梅田駅・安治川口駅へ向かう下り貨物列車には停車しないものも多かった。
吹田第七信号場は特急「はるか」・特急「くろしお」など東海道本線から阪和線へのルートとして旅客列車も利用しており、また吹田第六信号場は新大阪駅始発・終着の「くろしお」の折り返しにも使われている。
また、大阪発着の特急・急行列車で吹田総合車両所京都支所（旧・京都総合運転所）へ出入りする回送列車は北方貨物線と東海道本線の渡りとして信号場内を通っている。
京都支所から吹田総合車両所本所に検査入場する際は吹田第二信号場から入換信号機で入場する。
一時期運行されていた臨時快速列車「ウエスト関空」の姫路行き列車は、吹田第六信号場で折り返し北方貨物線経由で姫路に向かう設定であった。
再開発のため廃止される予定の梅田貨物駅の機能移転先として2007年1月、吹田貨物ターミナル駅（当時は仮称）が起工され、2013年3月16日に開業し運用を開始した。
同時に吹田信号場も大阪貨物ターミナル駅への貨物支線の起点としての機能も含め、吹田貨物ターミナル駅構内の扱いとなった。

### 隣の駅
2012年9月時点のもの。
西日本旅客鉄道（JR西日本）
東海道本線（貨物専用線、いわゆる「くろしお・はるかルート」）
茨木駅 - （千里丘駅） - 吹田信号場 - （岸辺駅） - 吹田駅
- 正確には千里丘駅から吹田駅までの間がエリアにあたり、岸辺駅の北側に位置している。ただし前述した通り、岸辺駅とは同一構内として扱われていなかった。また、千里丘駅・岸辺駅の両駅には、貨物線上の施設はない。また、吹田駅自体も貨物線においては場内・出発信号機がなく、書類上の梅田貨物線および北方貨物線との接点という形になっていた。

日本貨物鉄道（JR貨物）
東海道本線貨物支線（大阪ターミナル線）
吹田信号場 - （貨）大阪貨物ターミナル駅